# Icona alba
Icona alba is een spinnensoort in de taxonomische indeling van de kogelspinnen (Theridiidae).
Het dier behoort tot het geslacht Icona. De wetenschappelijke naam van de soort werd voor het eerst geldig gepubliceerd in 1955 door Raymond Robert Forster.